# Trimerodytes aequifasciata
Trimerodytes aequifasciata är en ormart som beskrevs av Barbour 1908. Trimerodytes aequifasciata ingår i släktet Trimerodytes och familjen snokar. Inga underarter finns listade i Catalogue of Life.
Denna orm förekommer i sydöstra Kina, i norra Vietnam och kanske i angränsande områden av Laos. Den hittas även på Hainan. Individerna vistas i kulliga områden och i bergstrakter upp till 2000 meter över havet. Trimerodytes aequifasciata lever vid vattendrag, ofta nära skogar. Den besöker även diken i jordbruksområden. Denna orm kan vara dag- och nattaktiv. Honor lägger ägg.
Troligtvis påverkas beståndet negativt av skogarnas omvandling till jordbruksmark. Trimerodytes aequifasciata har däremot bra anpassningsförmåga. IUCN kategoriserar arten globalt som livskraftig.